# Xã Liberty, Quận Perkins, Nam Dakota
Xã Liberty (tiếng Anh: Liberty Township) là một xã thuộc quận Perkins, tiểu bang Nam Dakota, Hoa Kỳ. Năm 2010, dân số của xã này là 13 người.